# Stereosticha pilulata
Stereosticha pilulata är en fjärilsart som beskrevs av Edward Meyrick 1913. Stereosticha pilulata ingår i släktet Stereosticha och familjen plattmalar. Inga underarter finns listade i Catalogue of Life.